# Taekwondo nos Jogos Pan-Americanos de 2019 - Poomsae individual feminino
A competição do poomsae feminino do taekwondo nos Jogos Pan-Americanos de 2019 ocorreu no dia 27 de julho, no Polideportivo Villa El Salvador em Callao, Lima.

## Medalhistas
| Ouro   | MEX Paula Fregoso                   |
| Prata  | PER Marcela Castillo                |
| Bronze | USA Karyn Real ECU Claudia Cardenas |

## Resultados
| Posição           | Atleta                  | Rodada 1 | Rodada 2 | Total |
| ----------------- | ----------------------- | -------- | -------- | ----- |
| Medalha de ouro   | Paula Fregoso (MEX)     | 7.52     | 7.80     | 7.660 |
| Medalha de prata  | Marcella Castillo (PER) | 7.50     | 7.56     | 7.530 |
| Medalha de bronze | Karyn Real (USA)        | 7.48     | 7.54     | 7.510 |
| Medalha de bronze | Claudia Cardenas (ECU)  | 7.22     | 7.20     | 7.210 |
| 5                 | Arelis Medina (PUR)     | 7.28     | 7.14     | 7.210 |
| 6                 | Valerie Ho (CAN)        | 7.06     | 6.96     | 7.010 |
| 7                 | Maria Eufragio (GUA)    | 6.84     | 6.68     | 6.760 |